# Ariège (departament)
Ariège (wymowaⓘ) – francuski departament położony w regionie Oksytania. Utworzony został podczas rewolucji francuskiej 4 marca 1790. Departament oznaczony jest liczbą 09. Swoją nazwę przyjął od płynącej przez niego rzeki.
Według danych na rok 2010 liczba zamieszkującej departament ludności wynosi 152 038 os. (31 os./km²); powierzchnia departamentu to 4890 km². Ośrodkiem administracyjnym (prefekturą) departamentu jest Foix, a największym miastem – Pamiers.
W 2023 roku w skład departamentu wchodziło 326 gmin (lista).

## Miejscowości
Największe miejscowości departamentu (w nawiasach liczba ludności w 2021 roku):

- Pamiers (16 394)
- Foix (9472)
- Saint-Girons (6250)
- Lavelanet (6035)
- Saverdun (4815)
- Mazères (3868)
- Varilhes (3495)
- La Tour-du-Crieu (3246)
- Mirepoix (3120)
- Tarascon-sur-Ariège (3034)
- Saint-Jean-du-Falga (2860)
- Laroque-d’Olmes (2371)
- Lézat-sur-Lèze (2349)
- Verniolle (2338)
- Montgailhard (1472)
- Lorp-Sentaraille (1427)
- Saint-Lizier (1377)
- Saint-Paul-de-Jarrat (1346)
- Saint-Jean-de-Verges (1291)
- Ax-les-Thermes (1283)
- Rieux-de-Pelleport (1268)
- Mercus-Garrabet (1215)
- Le Mas-d’Azil (1208)
- Bélesta (1078)
- Le Fossat (1051)
- Montjoie-en-Couserans (1002)